# Arborea (Italië)
Arborea is een gemeente in de Italiaanse provincie Oristano (regio Sardinië) en telt 3989 inwoners (31-12-2004). De oppervlakte bedraagt 115,5 km², de bevolkingsdichtheid is 35 inwoners per km². Het stadje werd ten tijde van het fascistische regime gebouwd en kreeg de naam Mussolinia di Sardegna.
De volgende frazioni maken deel uit van de gemeente: Centro I, Centro II, S'Ungroni, Luri, Linnas, Torrevecchia, Pompongias.

## Demografie
Arborea telt ongeveer 1286 huishoudens. Het aantal inwoners steeg in de periode 1991-2001 met 3,8% volgens cijfers uit de tienjaarlijkse volkstellingen van ISTAT.
| Jaar | Inwoneraantal |
| ---- | ------------- |
| 1991 | 3785          |
| 2001 | 3927          |

## Geografie
Arborea grenst aan de volgende gemeenten: Marrubiu, Santa Giusta, Terralba.
De plaats ligt aan de Golf van Oristano.

## Externe link

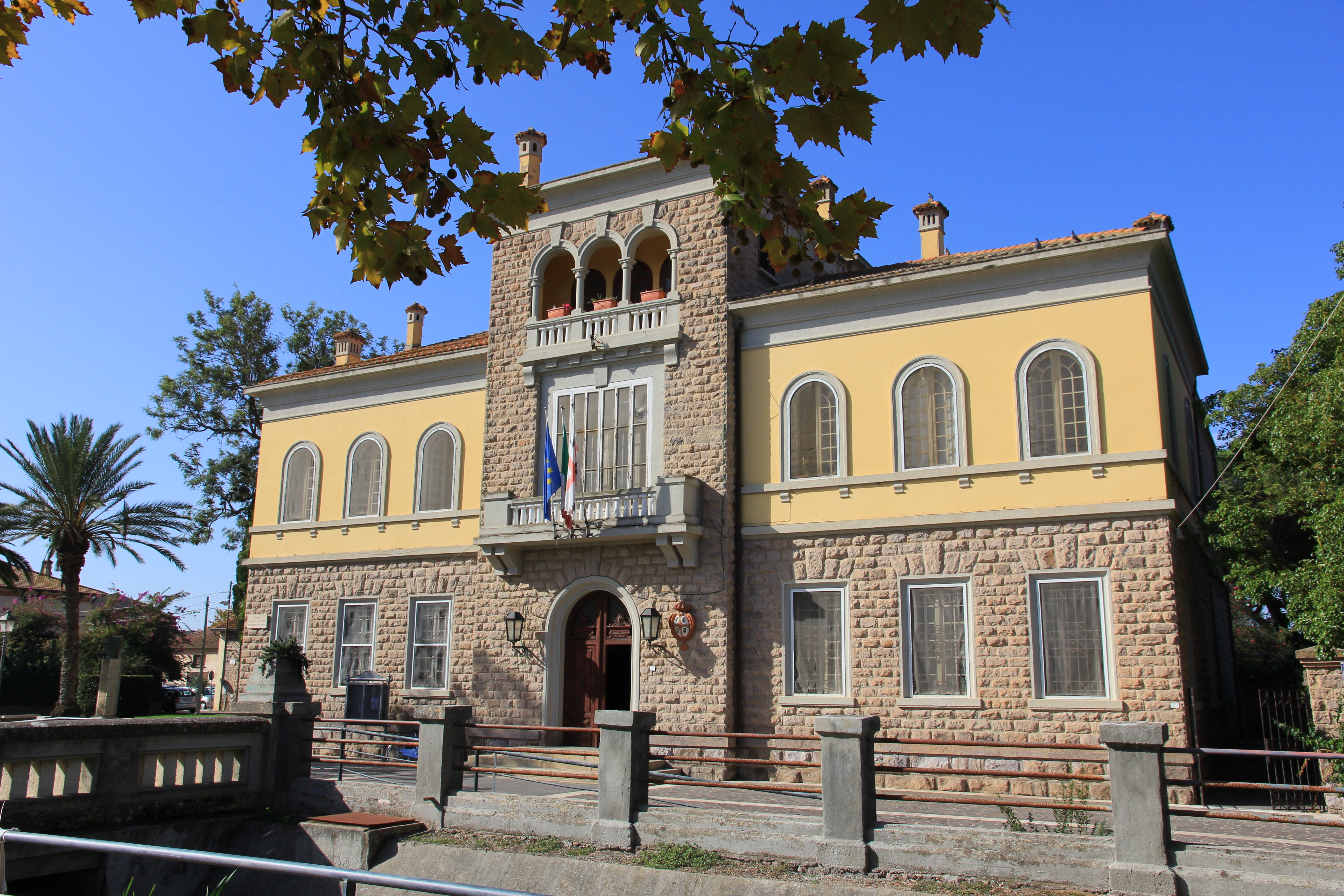